# Polson (Montana)
Pour les articles homonymes, voir Polson.
La ville de Polson est le siège du comté de Lake, dans l’État du Montana, aux États-Unis. Lors du recensement de 2010, sa population a été estimée à 4 488 habitants.
La ville a été nommée en hommage au pionnier David Polson. Elle est située au sein de la réserve indienne des Têtes-Plates.